# Prix de traduction
Le prix de traduction est un ancien prix de littérature, créé en 1914 par l'Académie française récompensant une œuvre de traduction.

## Liste des lauréats
- 1914 : Nelly Melin pour la traduction de Le chant du travail, de Rudolf Herzog
- 1960 : Maurice Vaussard
- 1994 : Frances Georges-Catroux alias Frances de Dalmatie pour la traduction de Hans Urs von Balthasar de Elio Guerriero